# Sapiranga
Sapiranga è un comune del Brasile nello Stato del Rio Grande do Sul, parte della mesoregione Metropolitana de Porto Alegre e della microregione di Porto Alegre.
L'origine del nome deriva da un frutto molto diffuso nella regione, l'"Araca Piranga", che i primi coloni di origine tedesca che popolarono la zona, tramutarono nella parola "Sapiranga", da cui il nome della città.
Le principali attività economiche che la caratterizzano sono l'industria delle calzature, stante la vicinanza con Novo Hamburgo, e la metallurgia.
Dal punto di vista turistico Sapiranga è conosciuta in Brasile per una festa annuale, la "Festa delle Rose". Inoltre degno di nota il contributo al turismo dato dalla montagna chiamata Ferrabras, importante punto di riferimento per gli amanti del volo libero. Per tali motivi Sapiranga è conosciuta soprattutto come "La città delle rose e del volo libero".